# Jurij II di Vladimir
Jurij II di Vladimir in russo Юрий (Георгий)?, Georgij (Suzdal', 26 novembre 1188 – Božonka, 4 marzo 1238) è stato il quarto Gran principe di Vladimir-Suzdal' tra il 1212 e il 1216 e poi nuovamente tra il 1218 e il 1238.
Anche noto come Georgij II Vsevolodovič, regnò su Vladimir-Suzdal al tempo dell'invasione mongola della Russia.

## Biografia
Era il terzo e preferito figlio di Vsevolod III di Vladimir, detto "il Grande Nido" e di Marija Švarnovna.
Si mise dapprima in luce nelle battaglie contro Rjazan' nel 1208. Suo padre voleva che Georgij ereditasse Rostov Velikij e che suo fratello maggiore, Konstantin, succedesse a lui a Vladimir. L'ultimo tuttavia dichiarò che avrebbe regnato su entrambe le città o su nessuna, ottenendo dal padre di essere diseredato a favore di Georgij.

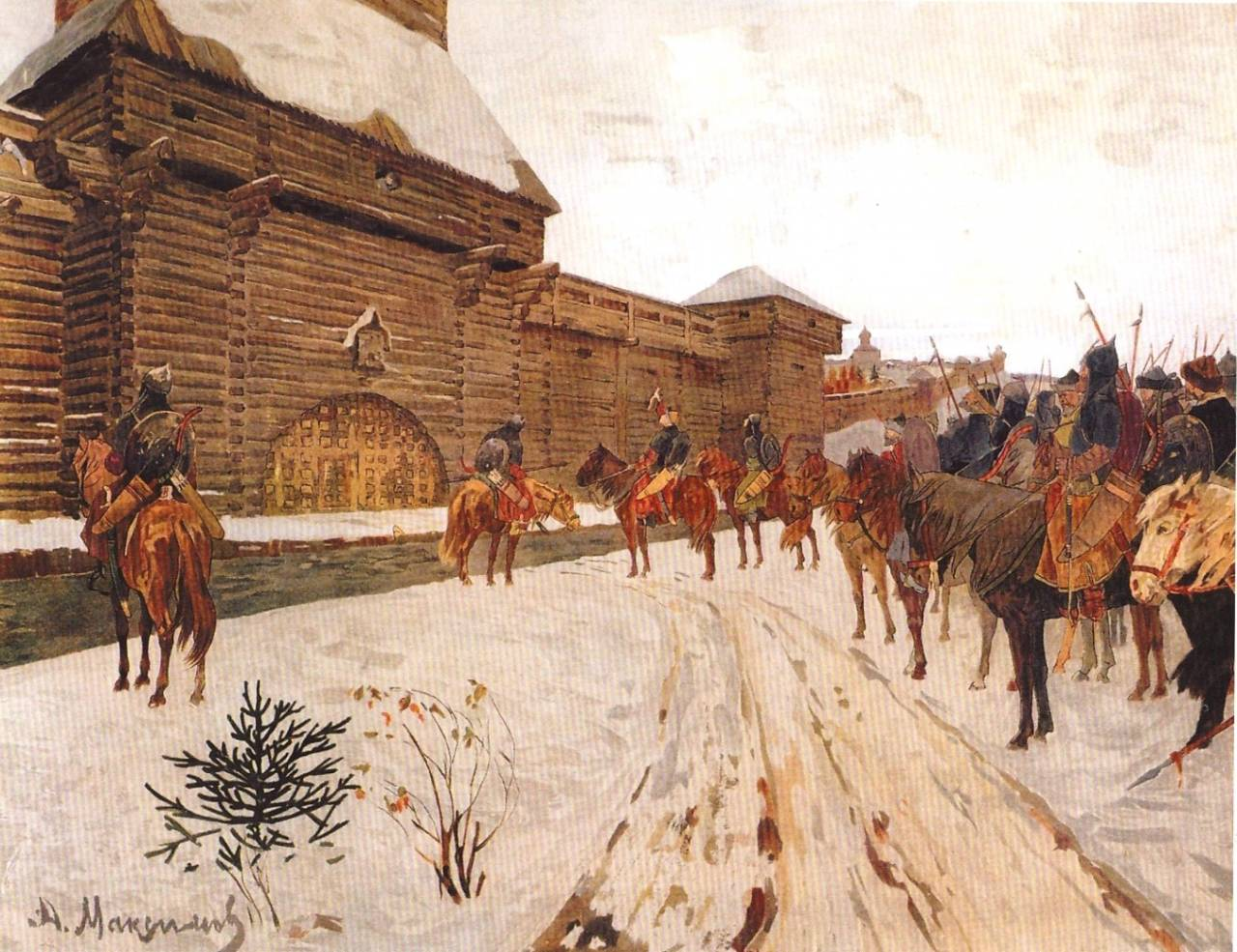
I Mongoli sotto le mura di Vladimir.
Dipinto di Vasily Maksimov (1844-1911).

Dopo la morte del padre, Konstantin si alleò con Mstislav Mstislavič, detto "L'Audace" e sconfisse Georgij e gli altri fratelli nella battaglia del fiume Lipica. Conquistata Vladimir, Konstantin spedì Georgij a Rostov e Jaroslavl'. Due anni dopo Konstantin morì e Georgij poté tornare a Vladimir.
Durante il suo regno a Vladimir, Georgij condusse diverse guerre contro la Bulgaria del Volga e fondò la fortezza di Nižnij Novgorod sul fiume Volga per garantire l'area dagli attacchi bulgari. Insediò il suo fratello più giovane Jaroslav a Novgorod. Quando i primi Mongoli si avvicinarono al suo regno nel 1223, egli inviò un piccolo contingente armato contro di loro, che giunse però troppo tardi per partecipare alla disastrosa battaglia del fiume Kalka.
Allorché i Mongoli tornarono nel 1237, Georgij trattò con sdegno i loro inviati. Del pari non aiutò Rjazan' quando Batu Khan pose l'assedio a quella città. La sua capitale, tuttavia, fu la seconda a dover sopportare l'urto mongolo. I figli di Georgij furono repentinamente sconfitti presso Kolomna e lo stesso Georgij a fatica poté scampare a Jaroslavl. Sua moglie Agata (sorella di Michail di Kiev) e tutta la sua famiglia morirono a Vladimir quando una chiesa in cui avevano trovato rifugio crollò distrutta dal fuoco avversario.

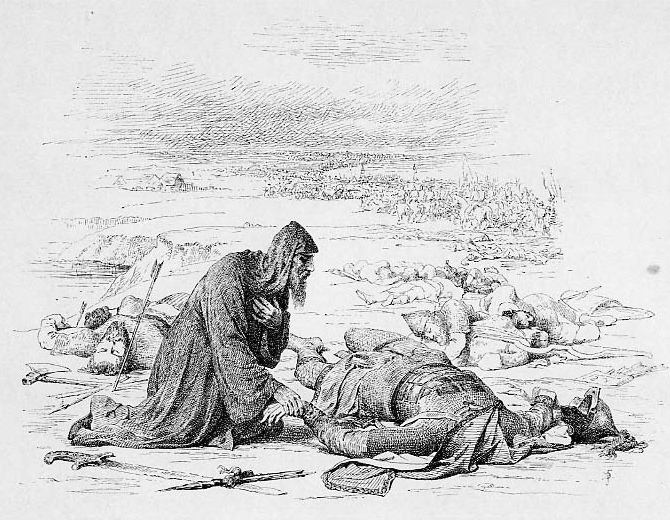
Il vescovo Kirill (Cirillo) rinviene il corpo decapitato di Georgij sul campo di battaglia lungo il fiume Sit.

Jurij stesso fu ucciso il 4 marzo 1238 nella battaglia del fiume Sit, quando le soverchianti forze mongole sbaragliarono l'esercito di Vladimir-Suzdal'.

## Ascendenza
|                          |   |                    | Genitori                |  |  | Nonni |  |  | Bisnonni            |  |  | Trisnonni        |  |
|                          |   |                    |                         |  |  |       |  |  | Vladimir II di Kiev |  |  | Vsevolod di Kiev |  |
|                          |   |                    |                         |  |  |       |  |  | Vladimir II di Kiev |  |  | Vsevolod di Kiev |  |
|                          |   | Anastasia Monomaco |                         |  |  |       |  |  | Vladimir II di Kiev |  |  |                  |  |
| Jurij Dolgorukij di Kiev |   |                    |                         |  |  |       |  |  | Vladimir II di Kiev |  |  |                  |  |
|                          |   | Gytha del Wessex   | Aroldo II d'Inghilterra |  |  |       |  |  |                     |  |  |                  |  |
|                          |   | Gytha del Wessex   | Aroldo II d'Inghilterra |  |  |       |  |  |                     |  |  |                  |  |
|                          |   | Gytha del Wessex   | Ealdgyth Swan-neck      |  |  |       |  |  |                     |  |  |                  |  |
| Vsevolod III Jur'evič    |   | Gytha del Wessex   |                         |  |  |       |  |  |                     |  |  |                  |  |
|                          |   | …                  | …                       |  |  |       |  |  |                     |  |  |                  |  |
|                          |   | …                  | …                       |  |  |       |  |  |                     |  |  |                  |  |
|                          |   | …                  | …                       |  |  |       |  |  |                     |  |  |                  |  |
| Elena di Costantinopoli  |   | …                  |                         |  |  |       |  |  |                     |  |  |                  |  |
|                          |   | …                  | …                       |  |  |       |  |  |                     |  |  |                  |  |
|                          |   | …                  | …                       |  |  |       |  |  |                     |  |  |                  |  |
|                          |   | …                  | …                       |  |  |       |  |  |                     |  |  |                  |  |
| Jurij II di Vladimir     |   | …                  |                         |  |  |       |  |  |                     |  |  |                  |  |
|                          | … | …                  |                         |  |  |       |  |  |                     |  |  |                  |  |
|                          | … | …                  |                         |  |  |       |  |  |                     |  |  |                  |  |
|                          | … | …                  |                         |  |  |       |  |  |                     |  |  |                  |  |
| Švarno Žroslavič         | … |                    |                         |  |  |       |  |  |                     |  |  |                  |  |
|                          |   | …                  | …                       |  |  |       |  |  |                     |  |  |                  |  |
|                          |   | …                  | …                       |  |  |       |  |  |                     |  |  |                  |  |
|                          |   | …                  | …                       |  |  |       |  |  |                     |  |  |                  |  |
| Maria Švarnovna          |   | …                  |                         |  |  |       |  |  |                     |  |  |                  |  |
|                          |   | …                  | …                       |  |  |       |  |  |                     |  |  |                  |  |
|                          |   | …                  | …                       |  |  |       |  |  |                     |  |  |                  |  |
|                          |   | …                  | …                       |  |  |       |  |  |                     |  |  |                  |  |
| …                        |   | …                  |                         |  |  |       |  |  |                     |  |  |                  |  |
|                          |   | …                  | …                       |  |  |       |  |  |                     |  |  |                  |  |
|                          |   | …                  | …                       |  |  |       |  |  |                     |  |  |                  |  |
|                          |   | …                  | …                       |  |  |       |  |  |                     |  |  |                  |  |
|                          |   | …                  |                         |  |  |       |  |  |                     |  |  |                  |  |